# Szentegát
Szentegát község Baranya vármegyében, a Szigetvári járásban.

## Fekvése
A vármegye nyugati részén fekszik, Szigetvártól délre, Dencsháza déli szomszédjában. Szinte minden irányból nagy kiterjedésű, csatornákkal szabdalt mezőgazdasági területek határolják, Dencsházát kivéve minden környező lakott hely (Sumony, Okorág, Marócsa, Endrőc, Bürüs) légvonalban jelentős, átlagban is legalább 5 kilométeres távolságban fekszik a település központjától.
Nyugati határában terebélyes erdőség található, amely természetvédelmi oltalom alatt áll (Szentegáti-erdő Természetvédelmi Terület). A település közigazgatási területe déli irányban egészen a Fekete-víz felső folyásáig terjed.

### Megközelítése
Zsáktelepülés, kiépített közúton csak egy útvonalon közelíthető meg, a 6-os főútból Szigetvárnál kiágazó 58 107-es számú mellékúton, Dencsházán keresztül. Déli határszélét érinti még az 5806-os út is, de az a lakott területeit messze elkerüli.

## Története
Szentegát 1870 körül létesült, többségében magyar lakosságú uradalmi major volt. Neve előtagját az 1570-es években itt élt Szente dencsházi családról vette, neve utótagját pedig az itt lévő gátról.
A település a kikeresztelkedett zsidó Biedermann bárói család birtoka volt egészen 1945-ig. A Biedermann család itt szép kastélyt és vadászházat is épített. A kastély viszonylag jó állapotban maradt fenn, amit annak köszönhet, hogy évtizedekig az állami gazdaság gondnoksága alatt állt. A kastélyt nagy park és erdő veszi körül, a park mára eléggé elhanyagolt állapotba került.
A korábban Dencsháza részét képező falu 1989. január 1-jén lett önálló község.

## Közélete

### Polgármesterei
- 1990–1994: Tóth István (független)[3]
- 1994–1998: Ivanek János (független)[4]
- 1998–2002: Ágel Jenő (független)[5]
- 2002–2006: Ivanek János (független)[6]
- 2006–2010: Ivanek János (független)[7]
- 2010–2013: Gáspár István (független)[8]
- 2013–2014: Ivanek János (független)[9]
- 2014–2019: Ivanek János (független)[10]
- 2019–2024: Czifra Lászlóné (független)[11]
- 2024– : Lőrincz-Szabó Zsófia (független)[1]

A településen 2013. június 2-án időközi polgármester-választást (és képviselő-testületi választást) tartottak, az előző képviselő-testület önfeloszlatása miatt. A választáson a hivatalban lévő faluvezető is elindult, de alulmaradt egyetlen kihívójával szemben.

## Népesség
A település népességének változása:
| Lakosok száma | 370  | 364  | 371  | 353  | 320  | 335  | 333  | 326  |
|               | 2013 | 2014 | 2015 | 2019 | 2021 | 2022 | 2023 | 2024 |

A 2011-es népszámlálás során a lakosok 79,2%-a magyarnak, 8,9% cigánynak, 1,6% horvátnak, 1,1% németnek, 0,3% románnak mondta magát (20,8% nem nyilatkozott; a kettős identitások miatt a végösszeg nagyobb lehet 100%-nál). A vallási megoszlás a következő volt: római katolikus 42,7%, református 4,1%, felekezeten kívüli 19,2% (33,5% nem nyilatkozott).
2022-ben a lakosság 91,6%-a vallotta magát magyarnak, 5,1% cigánynak, 1,2% németnek, 1,2% horvátnak, 0,3% egyéb, nem hazai nemzetiségűnek (8,4% nem nyilatkozott; a kettős identitások miatt a végösszeg nagyobb lehet 100%-nál). Vallásuk szerint 27,5% volt római katolikus, 4,8% református, 0,9% egyéb keresztény, 0,3% egyéb katolikus, 41,2% felekezeten kívüli (25,4% nem válaszolt).

## Nevezetességei
- Biedermann-kastély

## Természeti értékei
- Szentegáti-erdő Természetvédelmi Terület.

A 235 hektár területen fekvő gyertyános-tölgyes erdő bükkös foltokkal. Az erdő aljnövényzete hegyvidéki növényfajok sokaságát rejti; megtalálható itt például a kapotnyak, erdei galambvirág, sárga árvacsalán, hegyi veronika, erdei madársóska, mellettük több melegkedvelő növény is él itt, mint a szúrós csodabogyó, pirosítógyökér, ezüst hárs, borostás sás, vagy a ritka széleslevelű nőszőfű, kardos madársisak és a békakonty.
Az erdő állatvilága is gazdag; fekete gólya, barna kánya, kabasólyom, kék galamb, hegyi fakusz és léprigó is költ az erdőben. Legféltettebb értéke azonban mégis a Magyarországon fészkelő egyetlen vörös kánya pár.[forrás?]

## Képgaléria

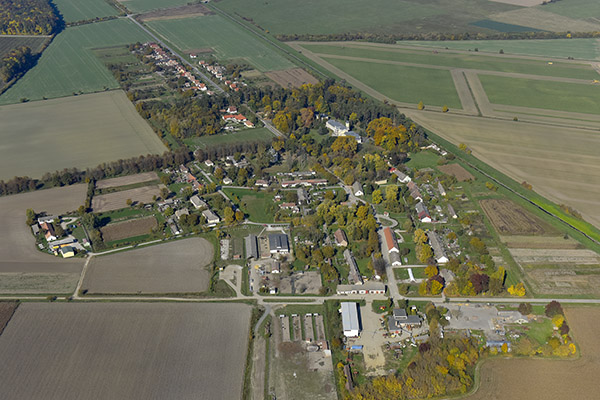
Szentegát látképe a magasból
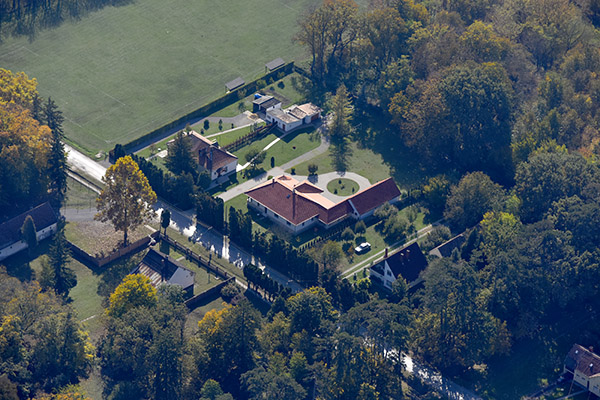
Szentegát a levegőből
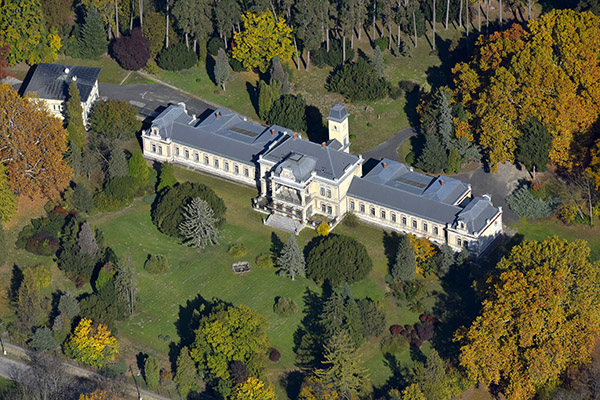
Szentegát, Biedermann-kastély légi fotón
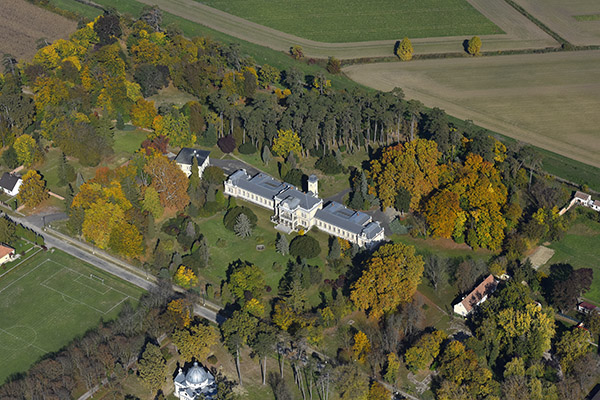
Légi felvételen a Biedermann-kastély, Szentegát